# Anemesia birulai
Anemesia birulai là một loài nhện trong họ Cyrtaucheniidae. Loài này phân bố ờ Turkmenistan.